# Холзун
Холзу́н (каз. Қоржынта́у) — горный хребет на западе Алтая. По нему проходит государственная граница между Казахстаном (Восточно-Казахстанская область) и Россией (Республика Алтай).

## Физико-географическая характеристика
Хребет простирается в субширотном направлении на 100 км. Высшая точка — вершина Линейский Белок (2598,4 м). Хребет сложен метаморфизованными породами, прорванными интрузиями гранитов. Склоны покрыты горной кедроволиственничной тайгой (до высоты 2000—2100 м), выше преобладают субальпийские луга и горная тундра.
Образует водораздел правых притоков Бухтармы и Коксы.